# Liste der Bodendenkmäler in Ennepetal
Die Liste der Bodendenkmäler in Ennepetal enthält die denkmalgeschützten unterirdischen baulichen Anlagen, Reste oberirdischer baulicher Anlagen, Zeugnisse tierischen und pflanzlichen Lebens und paläontologischen Reste auf dem Gebiet der Stadt Ennepetal im Ennepe-Ruhr-Kreis in Nordrhein-Westfalen (Stand: Januar 2021). Diese Bodendenkmäler sind in Teil B der Denkmalliste der Stadt Ennepetal eingetragen; Grundlage für die Aufnahme ist das Denkmalschutzgesetz Nordrhein-Westfalen (DSchG NRW).
| Bild        | Bezeichnung                                         | Lage                                     | Beschreibung | Bauzeit | Eingetragen seit | Denkmal- nummer |
| ----------- | --------------------------------------------------- | ---------------------------------------- | --- | ------- | ---------------- | --------------- |
|             | Erzbergwerk Bilsteiner Berg                         |                                          | Eingetragen sind: 1. Das Stollenmundloch des „oberen Stollen“ 2. das Stollenmundloch des „alten Stollen“ 3. das Stollenmundloch des „teifen Stollen“ 4. ein Schutzbereich, welcher vorhandene Halden, Pingen und einen Luftschacht sowie Bauwerksreste einfasst. |         |                  |                 |
| Flachsteich | Flachsteich                                         | nördlich Meininghausen                   | |         |                  |                 |
|             | Hohlweg                                             | östlich Voerde/Verlauf Rollmannstraße    | |         |                  |                 |
|             | Bergisch-Märkische Landwehr: Landwehr Teilstück I   | neben der B 483                          | Das Teilstück I der Landwehr besteht aus ca. 300 m langem Wall und Graben, die Landwehr ist deutlich erkennbar. |         | 03.02.1993       | 1               |
|             | Bergisch-Märkische Landwehr: Landwehr Teilstück II  | südlich des Wasserbehälters Hermingausen | Das Teilstück II der Landwehr besteht aus ca. 220 m langem Wall und Graben, die Landwehr ist deutlich erkennbar. |         | 03.02.1993       | 2               |
|             | Bergisch-Märkische Landwehr: Landwehr Teilstück III | zwischen Vesterberg und Beyenburg        | |         | 23.03.2002       | 6               |